# Rotary Watches
Rotary Watches — швейцарская компания по производству часов. Главный офис расположен на Риджент-стрит, Лондон, Великобритания.

## История
Компания была основана Муазом Дрейфусом в 1895 году в Ла-Шо-де-Фон, Швейцария. В 1920 году члены семьи Жорж и Сильвен Дрейфус начали импортировать часы в Великобританию, которая рассматривалась успешным рынком для компании. С 2014 года компания стала принадлежать Citychamp Watch & Jewellery Group Limited (инвестиционная холдинговая компания, ранее известная как China Haidian Holdings до 2014 года).
В 1940 году Rotary Watches стала официальным поставщиком часов для британской армии. Поставляя огромное количество часов армии во время Второй мировой войны, часы стали появляться почти в каждом домашнем хозяйстве в Великобритании, оставляя неизгладимое впечатление от бренда в стране. Совсем недавно, в 2006 году, компания была избрана в качестве одного из "супербрендов Великобритании" и сохранила своё место в последующие годы. Логотип компании был впервые представлен в 1925 году и с тех пор претерпел лишь незначительные изменения во внешнем виде. В дополнение к традиционному бренду, компания также выпускает часы под более эксклюзивным именем "Dreyfuss & Co".
Rotary Watches является членом Федерации швейцарской часовой промышленности. Головной офис Rotary Watches в настоящее время находится в Великобритании и полностью принадлежит китайской компании. Rotary Watches предлагает широкий выбор часов, изготовленных в Швейцарии, а также ряд менее дорогих предметов, изготовленных в других местах (например, в Китае).
Rotary Watches обычно производит кварцевые или автоматические часы, и часто имеют маркировку "Dolphin Standard" (эквивалент стандарта ISO 2281), то есть они водонепроницаемы и могут быть пригодны в течение всего дня для плавания и дайвинга. Уникальный дизайн "Revelation" позволяет владельцу изменить стиль по своему желанию или легко переключаться между двумя различными часовыми поясами.